# Typhlocyba transviridis
Typhlocyba transviridis är en insektsart som beskrevs av Erhard Christian 1953. Typhlocyba transviridis ingår i släktet Typhlocyba och familjen dvärgstritar.
Artens utbredningsområde är Wisconsin. Inga underarter finns listade i Catalogue of Life.